# Rayavaram, East Godavari
Rayavaram là một mandal thuộc huyện East Godavari, bang Andhra Pradesh, Ấn Độ.